# World Trade Center (Città del Messico)
Il World Trade Center (in spagnolo World Trade Center Ciudad de México o anche Hotel de México) è un complesso di edifici di Città del Messico, che include un centro congressi, un centro culturale. La sua costruzione più caratteristica e famosa resta la torre WTC, un grattacielo di 207 metri per 52 piani.
Situata su Avenida de los Insurgentes, il complesso è servito dalle corse della contigua stazione Polyforum del Metrobus, situata a pochi metri dal Polyforum Cultural Siqueiros e parte integrante del complesso WTC.

## Storia
Il WTC Mexico iniziò la sua storia con il nome di Hotel Mexico, un complesso di edifici che includeva la distintiva torre, ma non fu mai terminata e portò i suoi proprietari alla bancarotta.
La costruzione dell’Hotel Mexico trovò posto in un terreno situato nella Colonia Napoli della Città del Messico conosciuto come Parco de La Lama e fu designato come parco dall'impresario Jose Jeronimo de La Lama, nel 1947. Nell'anno 1966 iniziò la costruzione della torre: il proprietario e finanziatore del progetto era Manuel Suarez y Suarez.
Il concept dell’Hotel Mexico includeva sin dall'inizio un hotel, un centro culturale composto dal Polyforum Cultural Siqueiros e alcune altre installazioni il cui obiettivo era fare del complesso un centro focale per il commercio, la cultura, il turismo e l'architettura. I disegni furono firmati dall'architetto Guillermo Rosell de La Lama, che li presentò al tredicesimo concorso internazionale di architettura di Monaco di Baviera.
Il progetto, pianificato per essere terminato in tempo per le Olimpiadi del 1968, subì ritardi e superò il budget. La torre principale fu completata nel 1972 e non funzionò mai veramente come un albergo, a causa di pressioni politiche ed economiche.
Tutto il progetto tranne il Polyforum, fu così abbandonato. 
Circa a metà degli anni ottanta ebbe avvio un piano per convertire il complesso alberghiero in un centro internazionale di commercio.
Il progetto di ristrutturazione iniziò nel 1992, parzialmente finanziato dal governo. Nel 1995 il complesso, oggi conosciuto come World Trade Center Mexico, aprì le sue porte e la torre fu adibita a spazio per uffici e per un nuovo centro congressi ed esposizioni. Attualmente il complesso include i parcheggi ed un centro commerciale, mentre è in costruzione un albergo di 22 piani.